# Wiki Loves Monuments
Wiki Loves Monuments (dobesedno Wiki ljubi spomenike) je mednarodni fotografski natečaj na temo spomenikov kulturne dediščine, ki ga vsako leto organizira skupnost wikipedistov pod okriljem Fundacije Wikimedia. Natečaj je odprt vsakomur in spodbuja najširšo javnost, da fotografira spomenike in naloži fotografije pod prosto licenco v Wikimedijino zbirko, od koder jih je možno vključiti v članke v Wikipedijah v različnih jezikih ali pretočiti za uporabo drugod. Organiziran je v obliki množice nacionalnih natečajev, ki zbirajo prispevke vsako jesen, najboljše fotografije iz njih po izboru lokalne žirije pa se nato uvrstijo v globalni finale.
S pomočjo nacionalnih identifikacijskih številk v uradnih zbirkah podatkov o spomenikih so fotografije povezane s strukturiranimi podatki v sorodnem projektu Wikipodatki in na ta način sistematično opisane. Tako nastaja prosto dostopna zbirka fotografskega gradiva o kulturni dediščini, kar pomaga dokumentirati dediščino in jo vsaj v digitalni obliki ohraniti za prihodnje rodove, tudi če je spomenik uničen.
Natečaj so prvič organizirali wikipedisti iz Nizozemske leta 2010 kot poskusni projekt. Format se je izkazal za uspešnega, zato je bil natečaj že naslednje leto mednaroden in je bil s 353.768 prispelimi fotografijami vpisan v Guinnessovo knjigo rekordov kot največji fotografski natečaj na svetu. Po drugi izvedbi, v kateri so sodelovale evropske države, je bila že tretja globalna, z udeležbo več kot 15.000 fotografov iz 33 držav. Vse odtlej redno prispe prek 200.000 fotografij iz več kot 50 sodelujočih držav. Slovenski wikipedisti sodelujejo z lokalnim natečajem od leta 2019.

## Zmagovalci
| Fotografija | Leto | Avtor                        | Država     | Opis                                               |
| ----------- | ---- | ---------------------------- | ---------- | -------------------------------------------------- |
|             | 2010 | Rudolphous                   | Nizozemska | Vijzelstraat 31, Amsterdam                         |
|             | 2011 | Mihai Petre                  | Romunija   | Samostan Chiajna v bližini Bukarešte pozimi        |
|             | 2012 | Pranav Singh                 | Indija     | Safdarjungov grob v mavzoleju, New Delhi           |
|             | 2013 | David Gubler                 | Švica      | Vlak A RhB Ge 4/4 II prečka viadukt Wiesen         |
|             | 2014 | Konstantin Brižničenko       | Ukrajina   | Samostan Svetogorska lavra pri kraju Svetogorsk    |
|             | 2015 | Marco Leiter                 | Nemčija    | Svetilnik Westerheversand                          |
|             | 2016 | Ansgar Koreng                | Nemčija    | Vhodna dvorana regionalnega sodišča v Berlinu      |
|             | 2017 | Prašant Katore               | Indija     | Tempelj Kandoba, Pune                              |
|             | 2018 | Alireza Ahagi                | Iran       | Mošeja šejka Lotfalaha, Isfahan                    |
|             | 2019 | Marian Naworski              | Poljska    | Opuščena evangeličanska cerkev, Stawiszyn          |
|             | 2020 | Farzin Izaddoust Dar         | Iran       | Cerkev sv. Janeza, Sohrol                          |
|             | 2021 | Donatas Dabravolskas         | Brazilija  | Real Gabinete Português de Leitura, Rio de Janeiro |
|             | 2022 | Kriengsak Jirasirirojanakorn | Tajska     | Tempelj Smaragdnega Bude, Bangkok                  |
|             | 2023 | Mona Hassan Abo-Abda         | Egipt      | Nekropola v Gizi med razstavo »Forever is Now«     |
|             | 2024 | Donatas Dabravolskas         | Brazilija  | Kristus Odrešenik, Rio de Janeiro                  |

### Zmagovalci slovenskega natečaja
| Fotografija | Leto | Avtor           | Opis                                              |
| ----------- | ---- | --------------- | ------------------------------------------------- |
|             | 2019 | Gilad Topaz     | Blejski otok iz zraka                             |
|             | 2020 | Petar Milošević | Renesančno arkadno dvorišče ljubljanskega Rotovža |
|             | 2021 | Krzysztof Golík | Pogled na Ptujski grad z nabrežja Drave           |
|             | 2022 | Luka Škerjanec  | Cerkev sv. Janeza Krstnika, Suha                  |
|             | 2023 | Petar Milošević | Grad Fužine                                       |